# Octopus (Gentle-Giant-Album)
Octopus ist das vierte Studioalbum der britischen Progressive-Rock-Band Gentle Giant, das am 1. Dezember 1972 veröffentlicht wurde. Es war das letzte Album der Band mit Gründungsmitglied Phil Shulman und das erste mit Schlagzeuger John Weathers, der bis zur Auflösung der Band im Jahr 1980 dabeiblieb. Octopus ist nach wie vor ein hoch angesehenes Beispiel für das Genre des Progressive Rock und wird allgemein als Beginn der Hochphase der Gentle Giants angesehen.

## Produktion
Der Albumtitel Octopus wurde angeblich von Phil Shulmans Frau Roberta als Wortspiel mit octo opus, einem achtteiligen musikalischen Werk, das die acht Titel des Albums widerspiegeln, benannt. 2004 kommentierte Ray Shulman: „Octopus war wahrscheinlich unser bestes Album, mit Ausnahme von Acquiring the Taste vielleicht. Wir begannen mit der Idee, einen Song über jedes Mitglied der Band zu schreiben. Ein Konzept im Kopf zu haben, war ein guter Ausgangspunkt für das Schreiben. Ich weiß nicht, warum, aber trotz des Einflusses von The Who’s Tommy und Quadrophenia wurden Konzeptalben fast über Nacht plötzlich als langweilig und prätentiös empfunden.“

## Musikalischer Stil und Thema
Das Album behielt Gentle Giants Markenzeichen eines breiten und anspruchsvollen integrierten Stils bei. Einer der Höhepunkte war das komplizierte, madrigalartige Vokalstück Knots. Die Texte des Albums basieren im Allgemeinen auf literarischen und philosophischen Vorlagen: The Advent of Panurge ist inspiriert von François Rabelais’ Werk Gargantua und Pantagruel, A Cry for Everyone basiert auf dem Werk und den Überzeugungen des algerisch-französischen Schriftstellers Albert Camus, während der Song Knots von dem Buch Knoten (engl. Knots) des schottischen Psychiaters Ronald D. Laing inspiriert ist.

## Veröffentlichungen
Am 30. Oktober 2015 wurde das Album als Remix von Steven Wilson auf Compact Disc/Blu-ray Disc über das bandeigene Musiklabel Alucard veröffentlicht. Die Tracks 1, 2 und 5 konnten nicht direkt remixt werden, da eines der originalen Mehrspurbänder fehlte. Stattdessen wurden diese drei Tracks mit der Penteo-Surround-Software auf Surround-Sound 5.1 hochskaliert. Die übrigen fünf Tracks wurden von Steven Wilson auf Surround-Sound 5.1 neu abgemischt.

## Artwork
Das Cover der britischen Veröffentlichung von Vertigo wurde von Roger Dean gestaltet, dessen Logo im Inneren des Textheftes erscheint.
Für die US-amerikanischen und kanadischen Veröffentlichungen verwendete Columbia Records ein anderes Coverdesign von Charles White. Bei frühen Versionen dieses Covers war das Motiv des Tintenfisches im Einweckglas in Form des Glases ausgestanzt.

## Rezeption
Die Kritiken zum Album waren durchweg positiv. AllMusic beschreibt Octopus als ein Album, „das den Test der Zeit viel besser überstanden hat, als man vielleicht erwartet hätte“.
Im Juni 2015 wählte die Musikzeitschrift Rolling Stone das Album auf Platz 16 der 50 besten Progressive-Rock-Alben aller Zeiten.
Im Classic-Special-Edition-Sonderheft Pink Floyd & The Story of Prog Rock der Zeitschriften Q und Mojo erreichte das Album auf Platz 16 in der Liste der 40 Cosmic Rock Albums. In der Liste der 100 besten Prog-Alben aller Zeiten des ProgMagazine steht Octopus auf Platz 65.
2013 coverte die Progressive-Death-Metal-Band Witherscape den Titel A Cry for Everyone auf ihrem Debütalbum The Inheritance.
Die von Steven Wilson abgemischte Neuauflage des Albums aus dem Jahr 2015 stieg in den BBC Rock-Charts auf Platz 34 ein.

## Titelliste
Alle Titel wurden von Kerry Minnear, Derek, Phil und Ray Shulman geschrieben.

### Seite 1
1. The Advent of Panurge – 4:41
2. Raconteur Troubadour – 4:01
3. A Cry for Everyone – 4:04
4. Knots – 4:11

### Seite 2
1. The Boys in the Band – 4:34
2. Dog’s Life – 3:11
3. Think of Me with Kindness – 3:34
4. River – 5:53